# Grand Prix de Ouest-France 1988
Il Grand Prix de Ouest-France 1988, cinquantatreesima edizione della corsa, si svolse il 23 agosto 1988 su un percorso di 237 km, con partenza e arrivo a Plouay. Fu vinto dal francese Luc Leblanc della Toshiba davanti ai suoi connazionali Charly Mottet e Patrice Esnault.

## Ordine d'arrivo (Top 10)
| Pos. | Corridore              | Squadra      | Tempo    |
| ---- | ---------------------- | ------------ | -------- |
| 1    | Luc Leblanc            | Toshiba      | 5h58'44" |
| 2    | Charly Mottet          | Système U    | s.t.     |
| 3    | Patrice Esnault        | R.M.O.       | a 1'05"  |
| 4    | Laurent Bezault        | Toshiba      | s.t.     |
| 5    | Jean-François Laffillé |              | s.t.     |
| 6    | Philippe Leleu         | Toshiba      | a 2'52"  |
| 7    | Thomas Wegmüller       | Kas-Canal 10 | a 2'54"  |
| 8    | Ronan Pensec           | Z-Peugeot    | a 7'07"  |
| 9    | Marc Gomez             | Fagor-MBK    | s.t.     |
| 10   | Martin Earley          | Kas-Canal 10 | s.t.     |